# ОШ „Милија Ракић” Церовац
Основна школа „Милија Ракић“ се налази у насељу Церовац.

## Историја
Прва школа у Церовцу основана је 1821/1822. и била је једна од најстаријих школа тадашњег Јасеничког, Орашког и Подунавског среза, па су у ову школу долазили ђаци из других села, као што су Ратари, Клоке, Башина, Мраморца, Водица, Придворица, Рабровца. Школа се налазила у помоћној згради у црквеном дворишту и носила је назив „Школа церовачка“.
Према писању сајта школе, ова школа је дала многе знамените личности, свештенике, лекаре, војсковође, генерале, као и једног од првих министара просвете. Године 1860. је школа била пребачена у другу зграду, али је и ова зграда била стара и оронула. Тек је 1931. завршена зграда где се школа данас налази и њену изградњу је највећим делом финансирао учитељ у пензији Милија Ракић, по коме школа носи назив. Он није имао деце, па је своју имовину уложио у изградњу школске зграде у Церовцу. Ова школа је основана одлуком Владе Републике Србије, према закону о основној школи и одлука је објављена у Службеном Гласнику РС број 49. од 24. новембра 1995. Осим матичне школе у Церовцу, школа има и издвојена одељења у Мраморцу и Башину. У Церовцу зграда има четири учионице, фискултурну салу и друге просторије и са школским двориштем захвата површину од 5.953 м2. У издвојеним одељењима има по две учионице, као и других просторија.
Школа реализује пројекте као што су „Игре без граница“ и дечје позоришне представе.